# MONSTA X
MONSTA X（韓語：몬스타엑스），是韓國STARSHIP娛樂於2015年透過與Mnet合作的選秀節目《NO.MERCY》所推出的嘻哈男子音樂組合，是继2011年BOYFRIEND后STARSHIP娛樂时隔4年再次推出的男子偶像团体，最初由七位成員SHOWNU、元虎、玟赫、基現、亨元、周憲、I.M組成，由SHOWNU擔任隊長。2015年5月14日發行首張專輯《TRESPASS》於Mnet《M! Countdown》出道。
2019年10月31日，成員元虎退出組合，自此以六人體制展開活動。

## 官方設定

### 團名由來
“MON”在法語中意為“我的”，“STA”意為星星，因此“MONSTA”有“我的明星”的含義，而“X”則代表未知的存在。另外，“MONSTA”與英語裡的怪獸（monster）相近，所以也有“平定韓國流行音樂的怪物”之意。

### 歌迷名稱
MONSTA X的官方粉絲名為MONBEBE（몬베베），意為“我的寶貝”，於2015年9月26日公開。

### 问候口号
“HOO, MONSTA X！大家好，我们是MONSTA X！”

## 成員列表
- 粗體字為隊長

| 成員列表   | 成員列表 | 成員列表 | 成員列表 | 成員列表 | 成員列表       | 成員列表                              | 成員列表 |
| 藝名       | 藝名     | 藝名     | 本名     | 本名     | 本名           | 出生日期/地點                         |          |
| 漢字       | 諺文     | 英文     | 漢字     | 諺文     | 羅馬拼音       | 出生日期/地點                         |          |
| ---------- | -------- | -------- | -------- | -------- | -------------- | ------------------------------------- | -------- |
| Shownu     | 셔누     | Shownu   | 孫賢祐   | 손현우   | Son Hyun Woo   | 1992年6月18日 · 首爾特別市道峰區      |          |
| 玟赫       | 민혁     | Minhyuk  | 李玟赫   | 이민혁   | Lee Min Hyuk   | 1993年11月3日 · 首爾特別市鐘路區      |          |
| 基現       | 기현     | Kihyun   | 柳基現   | 유기현   | Yoo Ki Hyun    | 1993年11月22日 · 京畿道高陽市一山西區 |          |
| 亨願       | 형원     | Hyungwon | 蔡亨願   | 채형원   | Chae Hyung Won | 1994年1月15日 · 光州廣域市光山区      |          |
| 周憲       | 주헌     | Joohoney | 李周憲   | 이주헌   | Lee Joo Heon   | 1994年10月6日 · 首爾特別市瑞草區      |          |
| I.M        | 아이엠   | I.M      | 任創均   | 임창균   | Im Chang Kyun  | 1996年1月26日 · 光州廣域市光山区      |          |
| 已離開成員 |          |          |          |          |                |                                       |          |
| 元虎       | 원호     | Wonho    | 申虎錫   | 신호석   | Sin Ho Seok    | 1993年3月1日 · 京畿道安養市           |          |
| 元虎       | 원호     | Wonho    | 李虎錫   | 이호석   | Lee Ho Seok    | 1993年3月1日 · 京畿道安養市           |          |

### 韓國音樂著作權協會登記編號
- 依編號順序

| 成員 | 登記名字                   | 編號     | 歌曲列表 |
| ---- | -------------------------- | -------- | -------- |
| 周憲 | JOO-HEON LEE / 이주헌      | 10002839 | [ 9 ]    |
| I.M  | IM CHANG KYUN / 임창균 I.M | 10009195 | [ 10 ]   |
| 基現 | YOO KI HYUN / 유기현       | 10010000 | [ 11 ]   |
| 亨願 | CHAE HYUNG WON / 채형원    | 10016156 | [ 12 ]   |

## 經歷

### 出道前
2014年8月，成員SHOWNU、元虎、周憲及個人歌手#GUN曾組成STARSHIP娛樂旗下組合NUBOYZ，亦發行Mixtape、上載翻唱作品、出席公開活動及進行公演。同年11月12日，STARSHIP娛樂宣布與有線電視Mnet共同打造新偶像團真人選秀節目《NO.MERCY》，STARSHIP娛樂所屬的12名男練習生，通過生存戰選出最終出道的成員。12月10日首播，並於每週四在Mnet頻道播出，共10期。
2015年2月11日，經過十周的各種比賽，在當天的節目中，9名練習生分成三組，進行3:3:3的最終出道舞台競賽，並經過參加錄影的觀眾們和Mad Clown、Rhymer、鄭基高、周永、SISTAR成員孝琳、多順等多位藝人的投票，最後從9名練習生中淘汰兩名成員、選出7人出道。獲選的7名練習生分別為Shownu、元虎、玟赫、基現、亨願、周憲、I.M，STARSHIP娛樂宣布新人嘻哈男團「MONSTA X」誕生。另外透露將會在2015上半年在韓國出道。

### 2015年

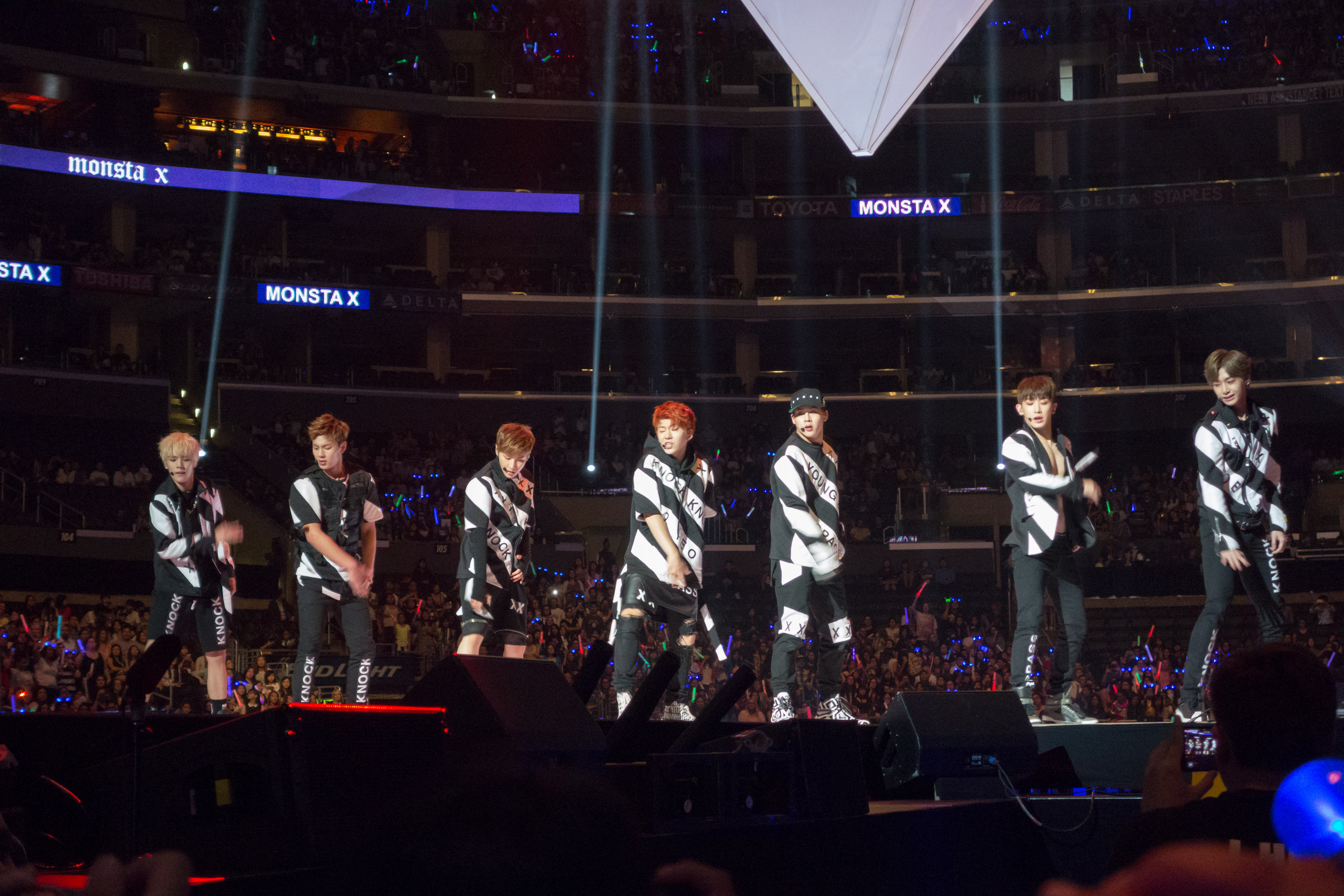
Monsta X 在2015年洛杉磯KCON演唱會

4月30日開始，官方SNS釋出成員的出道專輯概念照，並標示了「201505XX」的標籤，宣佈在二月確定成員的 MONSTA X 在經過三個月的訓練後，將在五月正式出道的消息。5月1日，由基現、周憲献唱的電視劇 橘皮馬末蘭果醬 OST Part.2《誘人的女孩》發行。
5月6日，官方宣布將在同月14日發行首張迷你專輯《TRESPASS》。對於出道專輯，STARSHIP娛樂表示：“這會是一張充滿大眾性的專輯，包含了音樂的傳統性、偶像的整體性與青春，MONSTA X 將會透過強力的嘻哈、感性的 R&B 等不同風格來展現出他們年輕的力量”。成員周憲參與專輯製作與作曲，I.M參與歌詞創作，元虎與基現均參與作曲。5月14日，迷你專輯《TRESPASS》音源、同名主打歌MV釋出，透過M! Countdown正式出道。專輯發售首月登上Hanteo榜冠軍。 
8月25日，官方SNS公開 I.M 的概念照並標示「#MONSTAX #COMEBACK #IM #201509XX」的標籤，於29日宣布將在9月7日正式回歸。9月2日，官方公開於美國洛杉磯拍攝的團體概念照以及第二張迷你專輯《RUSH》的曲目表。同名主打歌由 Giriboy 譜曲，周憲、I.M 參與大部份歌詞創作，經紀公司也表示：“本次主打歌《RUSH》的MV，以『奔馳』為主題，並致力於展現出『青春』和『街頭』的活力“。9月7日，第二張迷你專輯《RUSH》音源、主打歌MV公開。 
9月30日，由基現演唱的電視劇 她很漂亮 OST Part.3《再靠近一點》發行。
10月1日，官方透過 YouTube 頻道公開專輯《RUSH》收錄曲《HERO》的MV，隨後宣布將在10月以《HERO》再次展開活動的消息。10月22日，各大音源網站公開後續曲《HERO》broadcasting version音源。後續活動使得第二張迷你專輯《RUSH》逆行登上Hanteo榜1位。
11月10日，周憲與 I.M 、Sam Ock 合作的單曲《Flower Cafe》公開，收獲來自阿姆斯特丹、悉尼等地的製作人的好評。
12月16日，被正式任命為第7代 Girl Scouts韓國女童軍推廣大使。該推廣主要選擇在十代中影響力較高的歌手，進一步證實 MONSTA X 作為新人團體在韓國的影響力與聲譽。在年末頒獎典禮中，分別斬獲 Mnet Asian Music Awards 的 Next Generation Asian Artist 以及 Melon Music Awards 的 1TheK Performance Award。

### 2016年

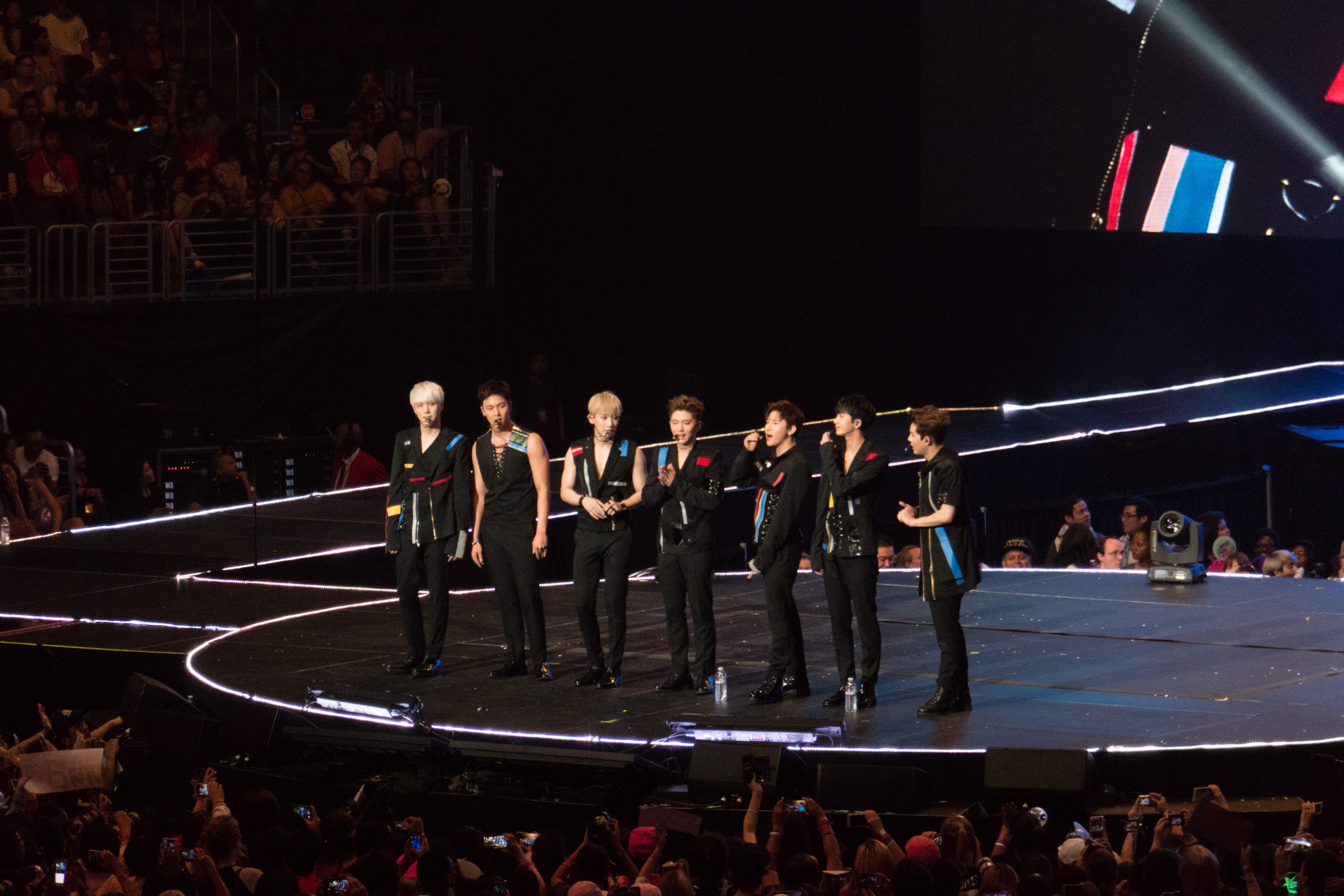
Monsta X at KCON 2016 in Los Angeles

4月26日，官方SNS公開迷你三輯《THE CLAN Part.1 LOST》的回歸行程表，其中透漏將於5月18日舉行回歸Showcase，並將在4月28日起開始一系列的預告活動。5月9日，先行曲《Ex Girl》音源公開，此曲是與MAMAMOO成員輝人合作的歌曲。
5月15日，透過官方YouTube頻道公開專輯收錄曲的音源試聽。經紀公司表示：“MONSTA X的第三張專輯意味着2.5部曲大型專案‘THE CLAN’系列的開始，以Hip Hop風格為主，加入TRAP、POP、EDM、現代R&B等黑人音樂特性，也強調成員個個的能力。不僅是音樂、Fashion、影視藝術因素融入在一起的製作，突出Multi Culture”。5月18日，迷你三輯《THE CLAN PART.1 LOST》音源、主打歌《ALL IN》MV 公開，專輯在韓國Hanteo榜、美國與日本地區的 Itunes KPOP 專輯榜均獲得冠軍，此外連續兩周在美國 billboard「世界專輯榜」進入TOP10。
5月27日，官方表示 MONSTA X 將於7月16日、17日舉辦首次單獨演唱會《THE FIRST LIVE "X-CLAN ORIGINS"》。6月3日，官方Fan Club優先購買售票，開票五分鐘後全部完售。6月，中國江蘇衛視上線 MONSTA X 參與錄製的音樂綜藝節目《蓋世英雄》。此節目中嘉賓需要在導師幫助下對歌曲進行remix改編並在舞台上呈現，MONSTA X 獻唱《愛》、《在那遙遠的地方》、《我的未來不是夢》等經典華語歌曲，此後更在愛奇藝出品的網絡劇《老師晚上好》中客串出演，活躍於多地區多元領域。
8月3日，MONSTA X 全體成員和宇宙少女7名成員EXY 、程瀟、恩熙 、雪娥 、秀斌、夏天及多榮組成限定版的男女混合團“Y Teen”宣傳韓國電訊公司KT費率方案，並發布歌曲《DO BETTER》。8月7日，官方公開迷你三輯《THE CLAN PART.1 LOST》收錄曲《STUCK》MV，並開始後續宣傳活動。
9月20日，官方SNS公開迷你四輯《THE CLAN Part.2 GUILTY》的回歸行程表，並自9月22日起開展一系列預告活動。STARSHIP娛樂表示：“MONSTA X此次的作品是經歷貧窮和孤獨、殘疾和自卑感、暴力等痛苦，成長的少年們從中找回純真的故事”。10月4日，迷你四輯《THE CLAN Part.2 GUILTY》公開，發行當日在美國、日本的iTunes kpop音樂專輯榜佔據一位，主打《FIGHTER》在日本itunes kpop top曲上升到三位。12月至次年1月，MONSTA X 榮獲 Mnet Asian Music Awards 的男子部门 Best of Next 奖、Golden Disc Awards 的 Next Generation 奖、Seoul Music Awards 的舞蹈表演賞等獎項。

### 2017年
1月5日，官方宣布 MONSTA X 的首檔真人秀節目《MONSTA X-RAY》將在JTBC上線，演繹成員的才氣與魅力。
3月7日起，官方SNS公開一系列的預告活動為“The CLAN”系列最後一部《The Clan Pt. 2.5: The Final Chapter》預熱。本次專輯為 MONSTA X 首張正規專輯，共收錄十首歌曲，並包含多首成員參與創作曲目。主打歌《BEAUTIFUL》是由知名作曲家星群的戰爭、Athena 及成員周憲、I.M 共同創作，是結合Trap、Dubstep曲風的強烈舞曲。歌詞用鮮紅玫瑰比喻無法得到的愛情，但也難以抗拒。3月21日，專輯音源、主打歌《BEAUTIFUL》MV 公開，發行當周即奪下美國billboard告示牌「世界專輯榜」冠軍。
3月27日，日本環球音樂子廠牌東京水星唱片公開 MONSTA X 將於5月17日以2015年發行歌曲《HERO》日語版本作為日本出道單曲發行，並收錄2016年發行歌曲《STUCK》日語版本，正式進軍日本歌壇。此外，MONSTA X 亦於5月1日在日本大阪Zepp Namba進行日本正式出道showcase。《HERO（Japanese ver.）》於日本發行首周即登上Oricon公信榜周榜第二名、Tower Records周榜1位、Billboard Japan 周榜2位。
4月28日，官方SNS預告 MONSTA X 將展開首次世界巡迴，在6月17、18日於Olympic Park Olympic Hall舉行《The First World Tour ‘BEAUTIFUL IN SEOUL’》宣告開幕。6月19日，MONSTA X 發行正規再版專輯《SHINE FOREVER》。《MONSTA X-RAY 2》於7月開播。
8月23日，MONSTA X 的第二張日本單曲《Beautiful》發行，首周再登Oricon公信榜周榜第二名。
11月7日，MONSTA X 發行迷你專輯《The Code》，以主打歌《DRAMARAMA》在音樂節目《THE SHOW》獲得歷經915天的初一位。 
12月18日，組合發布了特別單曲《Lonely Christmas》，這首歌由Jooheon作詞作曲並參與作曲。

### 2018年
1月13日，MONSTA X 在首爾參與2018平昌冬奧會聖火傳遞。
1月31日，發行第三張日文單曲專輯，其中收錄了第一首日文原創曲目《Spotlight》以及先前發行的韓文曲目《Shine Forever》的日文版。
2月22日，官方SNS預告 MONSTA X 將展開第二次世界巡迴，在5月26至27日於獎忠體育館舉行《THE 2ND WORLD TOUR "THE CONNECT"》為第二次世界巡迴掀開序幕。巡迴於6月17日到8月12日在亞洲、歐洲、美洲等城市開展，全球動員觀眾達到10萬余人。
3月4日，官方宣布 MONSTA X 即將以第六張迷你專輯《THE CONNECT: DEJAVU》回歸樂壇。 3月26日，主打曲《JEALOUSY》正式公開並開始宣傳活動 。4月17日，主打歌《JEALOUSY》在音樂節目《THE SHOW》獲得第二次一位。
4月25日，首張日本正規專輯《puzzle》發行，取得 Tower Records 全店綜合榜1位、Oricon 專輯周榜3位、Billboard Japan 周榜3位的成績。
6月22日，官方SNS預告 MONSTA X 將在8月25及26日於SK奧林匹克手球館舉行《THE 2ND WORLD TOUR"THE CONNECT"》 IN SEOUL - Encore，為其首個安可演唱會。
10月4日，官方於YouTube及VLive上釋出《THE 2ND ALBUM : TAKE.1 <ARE YOU THERE?>》之預告影片，宣佈 MONSTA X 將於十月攜正規二輯回歸。10月22日，《TAKE.1 ARE YOU THERE?》主打歌《SHOOT OUT》正式公開並於25日開始宣傳活動。主打歌《SHOOT OUT》由作曲家Daniel、STEREO14、TI作曲，徐智恩(서지음,音譯)、周憲、I.M參與作詞，是一首溫柔與強烈共存，展現出 MONSTA X 特有色彩的歌曲，代表了這次專輯「光與黑暗、善與惡、生與死，那界限上所有的一切」的世界觀的歌曲。本張專輯中，成員周憲、I.M參與所有歌曲的RAP部分製作，收錄曲包含周憲自作曲《By My Side》及首次亮相的I.M自作曲《MOHAE》，更有第二次世界巡迴中先行公開的《I DO LOVE YOU》，該曲為元虎自作曲，基賢、民赫共同參與作詞。
10月15日，官方宣布應邀參與美國電台 IHeartRadio 主辦的 Jingle Ball 年末巡演，成為第一組登上此巡迴舞台的韓國藝人。
11月2日，《SHOOT OUT》一曲首次在音樂節目《Music Bank》中獲得一位，為 MONSTA X 第一次獲得的公共電視台音樂節目一位，該曲也是 MONSTA X 第一次獲得四連冠佳績的歌曲。

### 2019年
1月30日，官方於YouTube及VLive上釋出《WE ARE HERE.》之預告影片，宣佈 MONSTA X 將於二月攜正規三輯回歸。
1月31日，官方釋出其回歸時間表，此次回歸正式進入倒數階段。《Take.2 We Are Here.》為《Take.1 Are You There?》後續，旨在回應上一張專輯所探討的從七宗罪——傲慢、貪婪、色慾、嫉妒、暴食、憤怒及怠惰——中脫身的困境。收錄曲中包含知名音樂製作人Steve Aoki擔綱製作的單曲《play it cool》之韓語版本，英語版MV於3月28日釋出；更收錄成員元虎在安可演唱會上公開的自作曲《No Reason》。周憲與I.M參與全部製作。
2月18日，《TAKE.2 WE ARE HERE.》主打歌《Alligator》下午六時正式公開並開始宣傳活動，在音樂節目上獲得四連冠佳績。
2月26日，官方SNS預告 MONSTA X 將展開第三次世界巡迴，在4月13至14日於SK奧林匹克手球館舉行《2019 MONSTA X WORLD TOUR ＜WE ARE HERE.＞》掀開序幕。3月12日，門票預先向官方四期歌迷會MONBEBE發售，僅70秒便售罄。2月28日，官方SNS公開世界巡迴時間表，演出在全球18個城市開展。6月13日，MONSTA X 作為國家代表之一出演挪威與韓國建交60週年紀念活動，與韓國總統文在寅和第一夫人金正淑互動。
3月22日，Monsta X 與音樂製作人 Steve Aoki合作創作了曲目Play It Cool及其英文版。
4月3日，組合的經紀公司Starship Entertainment 宣布了他們的第三次世界巡演 We Are Here，將在12個國家和18個城市舉行，這是他們迄今為止最大的世界巡演。
5月29日，官方宣布與美國史詩唱片簽約，正式進軍海外音樂市場。此前5月28日播出的人氣動畫《We Bare Bears》劇集中，MONSTA X 亦以卡通形象配音出演。6月14日，與美國饒舌歌手 French Montana 合作的單曲《Who Do U Love?》公開，之後登上Jimmy Kimmel Live、2019 Teen Choice Awards 等舞台進行演出。 
8月21日，第二張日语正規專輯《Phenomenon》发行，首周登上Oricon公信榜周间排行第二名。
9月20日，他們又發行了另一首英文單曲《Love U》和由will.i.am演唱的《Who Do U Love?》混音版。
10月4日，Monsta X發行了另一首英文單曲《Someone's Someone》，由Before You Exit成員和Shownu共同創作。
10月28日，第七張迷你專輯《"FOLLOW"：FIND YOU》發行，主打歌《FOLLOW》分別於11月7日和11月8日在音乐节目《M Countdown》和《THE SHOW》中獲得一位
10月31日，官方宣佈元虎因爭議事件退出組合，此後以六人體制活動。官方於2020年3月14日宣布其洗清毒品嫌疑；元虎在4月10日與 STARSHIP娛樂 子公司 HIGHLINE 簽約，以 Solo 藝人及製作人的身分重新開始活動。
12月9日至12月13日，MONSTA X 延續上一年傳統參與 iHeartRadio Jingle Ball Tour 巡演，與Camila Cabello、Halsey等知名藝人同台，亦在韓國頒獎典禮首爾歌謠大賞、金唱片獎等贏得本賞。
12月19日，組織合與哥倫比亞歌手Sebastián Yatra合作發行了歌曲Magnetic，其中亞特拉用西班牙語演唱，而Monsta X則用英語和西班牙語演唱。

### 2020年
1月12日，官方通过SNS表示周宪因确诊焦虑与不安症状中断活动，於發行第八張迷你專輯《FANTASIA X》時正式歸隊。
1月13日，官方SNS預告 MONSTA X 將展開第四次世界巡迴，在5月9日至10日於奥林匹克体操馆开幕，隨後因新冠肺炎疫情延期。
2月14日，首張英文專輯《ALL ABOUT LUV》釋出，首周登上美国告示牌兩百強專輯榜第五名，為 MONSTA X 出道以來首度打入此榜單
，這張專輯首發即在美國《告示牌》200強專輯榜上排名第五，在美國《滾石》200強專輯榜上排名第七。
3月3日，<HERO>MV歷時1615天突破一億次觀看，成為此組合首個達成一億播放量的音樂錄影帶。
3月30日，組合發行了第七張日文單曲《Wish on the Same Sky》，並於4月15日發行同名單曲專輯。發行後單曲在Tower Records周榜上排名第一，在Billboard Japan Hot 100週榜上排名第七。
4月13日，官方SNS預告 MONSTA X 將於5月11日透過第八張迷你專輯《FANTASIA X》回歸。5月4日，官方宣佈因成員Shownu在練習時腰部感到疼痛，並正在接受治療，新專輯發行延後至同月26日，主打歌《FANTASIA》在音樂節目《THE SHOW》上獲得一位。
6月13日，時代雜誌宣布 MONSTA X 參加6月17日舉行的 TIME100Talks。該活動以探討現今的全球問題與新冠疫情為主題，同行參與者包括前聯合國秘書長潘基文、創新工場CEO李開復等，MONSTA X 為唯一一組表演嘉賓。
10月5日，官方SNS預告MONSTA X將於11月2日透過第三張正規專輯《FATAL LOVE》回歸。

### 2021年
2月19日，忙內I.M將發行個人迷你一輯《DUALITY》，作為MONSTA X中首位solo的成員正式出道。專輯中以 “God Damn” 為主打歌，總共收錄5首歌。
3月10日，組合推出主打單曲《Wanted》及另一首日文原創曲目《Neo Universe》，《Wanted》於2月10日在實體專輯發行之前進行了預發佈，音樂錄影帶於2月13日發佈。
5月1日，官方SNS預告MONSTA X將於6月1日透過第九張迷你專輯《One Of A Kind》回歸。
5月5日，發行第三張正規日文專輯《Flavors of love》，共收錄11首歌。
7月22日，隊長Shownu正式入伍。因曾視網膜剝離而動手術，在軍隊體檢中被認定不適合作爲現役士兵服役，今後將以社會服務要員服兵役。。 
7月26日，社群平台Universe合作單曲《KISS OR DEATH》。
10月20日，官方SNS預告MONSTA X將於12月10日發行第二張英文專輯《THE DREAMING》。
10月25日，官方SNS預告MONSTA X將於11月19日透過第十張迷你專輯《No Limit》回歸。此次回歸成績創下了Monsta X的職業巔峰，也在音樂節目上獲得了5冠的佳績。
12月9日，紀錄片《MONSTA X : THE DREAMING》於台灣和世界各國上映。
12月13日至12月19日，MONSTA X前往美國參與iHeartRadio Jingle Ball Tour 巡演，此為繼2018及2019之後的第三次演出。12月19日辦於邁阿密的場次因疫情取消。隊長Shownu因入伍而無法參與演出。

### 2022年
2月18日，STARSHIP官方公佈基現個人LOGO，預告即將SOLO出道。
3月15日，基現以首張個人單曲《VOYAGER》正式出道。
3月23日，官方SNS預告將於4月11日以第十一張迷你專輯《SHAPE of LOVE》回歸。
3月28日，STARSHIP官方公佈成員亨願確診新冠肺炎，原訂回歸活動將延期至4月26日。
3月30日，STARSHIP官方公佈成員基現確診新冠肺炎。
3月31日，STARSHIP官方公布成員玟赫、I.M確診新冠肺炎。
4月10日，STARSHIP官方公布成員周憲確診新冠肺炎。
4月26日，以《SHAPE of LOVE》回歸，並舉行《SHAPE of LOVE》Comeback Show。
4月29日至5月1日，舉行為期三天的六期粉絲演唱會《Monsta X FAN-COM <MX AGENT>》，地點選於SK奧林匹克手球競技場。
5月14日，韓國時間凌晨00點，於V-LIVE放送出道七周年紀念直播。
5月15日，參加於德國舉行的《KPOP.FLEX K-pop mega festival》，地點選於Deutsche Bank Park。
5月21日至6月11日，舉行《2022 MONSTA X NO LIMIT US TOUR》美國巡迴演唱會。
7月7日，發行與社群平台Universe合作單曲《‘If with U’》。
7月21日，與製作人Sam Feldt合作發行單曲《Late Night Feels》。。
8月8日，經紀公司STARSHIP宣布SHOWNU、玟赫、基現、亨願、周憲已完成續約。I.M將離開公司但仍會繼續參與MONSTA X的團體活動。
10月24日，基現以迷你一輯《YOUTH》進行首次個人SOLO回歸。專輯收錄5首歌曲，其中成員亨願參與歌曲〈Bad Liar〉、〈Where Is This Love〉的製作。

### 2023年
1月9日，以迷你十二輯《REASON》回歸。主打歌〈Beautiful Liar〉用強烈的節奏感，龐克搖滾的風格為聽眾帶來MONSTA X 全新的面貌。專輯中另收錄周憲製作的〈Crescendo(춤사위)〉和〈괜찮아 (It's Alright)〉、亨願製作的〈Lone Ranger〉、I.M製作的〈Deny〉。
2月10日，樂團在iHeartLand的State Farm Park接管了metaverse，表演了他們的熱門歌曲，其他幾位藝術家，包括 Charlie Puth、Lauv 和 Pentatonix 也參加了比賽 ，他們於2月28日起透過YouTube頻道發布了首個自製內容《MONMUKGO》。
3月3日，該組合登上了雜誌《Children's Garden》3月刊，被譽為K-pop的領導人物”
，並以聲音為主題進行報道。雜誌將全面展現他們從出道至今的歌舞實力、作詞作曲實力等全方位活動。
3月13日，玟赫以手寫信宣布將於4月4日以現役陸軍入伍。
4月21日，Shownu退伍和作為頭條嘉賓出席了在內華達州拉斯維加斯曼德勒海灣會議中心米凱羅超級競技場舉辦的We Bridge音樂節暨博覽會並進行演出。 
5月22日，周憲發行首張個人迷你專輯《LIGHTS》正式出道。
6月23日，I.M以個人迷你二輯《OVERDRIVE》SOLO回歸。
7月8日及7月9日，舉行兩天的七期粉絲演唱會《MONSTA X FAN-COM <MX FRIENDS>》，地點選於首爾奧林匹克體操競技場。
7月11日，周憲以手寫信宣布將於7月24日以現役陸軍入伍。
7月25日，Shownu & 亨願以MONSTA X第一支小分隊，發行首張迷你專輯《THE UNSEEN》正式出道。 
8月1日，基現以手寫信宣布將於8月22日以現役陸軍入伍。 
10月20日，蔡亨願親筆信公開入伍日期：11月14日。

### 2024年
1月1日，組合宣布成員Shownu和I.M將專注於個人活動。
4月24日，Starship 宣佈該組合將於5月9 
日至15日舉辦Monsta X: Welcome Party快閃店，以紀念出道九週年。
10月3日，玟赫以現役軍人身份退役。

### 2025年
1月22日，組合的第三張錄音室專輯《Fatal Love》中的B-side曲目“Beastmode”被用作韓國動畫電影《Exorcism Chronicles: The Beginning》的片尾主題曲 ，1月23日，Joohoney以現役軍人身份退役。
2月21日，基賢以現役軍人身分退役。
5月13日，Hyungwon以現役軍人身分退役。
5月14日，Monsta X 發行了合輯Now Project Vol.1，由6名成員的10首重新錄製的曲目組成，將於2021年至 2023年發行，以紀念該組合出道10週年。
5月15日，Starship宣佈將於7月18日至20日於首爾、8月27日至28日在日本舉辦出道十週年紀念演唱會Connect X。
5月22日，Monsta X宣佈為紀念出道10週年，也將於5月29日至6月11日開設活動。
7月26日，組合將在釜山的Waterbomb上演出。
8月12日，組合將在洛杉磯的KCON 2025上演出。

## 音樂作品
| 韓語作品 正規專輯 2017年：《 THE CLAN PART. 2.5 BEAUTIFUL 》 2018年：《 Take.1 Are You There? 》 2019年：《 Take.2 We Are Here. 》 2020年：《 FATAL LOVE （ 英语 ： Fatal Love (album)） 》 2024年：TBD 改版專輯 2017年：《 THE 1ST ALBUM REPACKAGE SHINE FOREVER 》 迷你專輯 2015年：《 TRESPASS 》 2015年：《 RUSH 》 2016年：《 THE CLAN PART.1 LOST （ 英语 ： The Clan Pt. 1 Lost） 》 2016年：《 THE CLAN PART.2 GUILTY 》 2017年：《 THE CODE 》 2018年：《 THE CONNECT : DEJAVU 》 2019年：《 "FOLLOW"：FIND YOU （ 英语 ： Follow: Find You） 》 2020年：《 FANTASIA X （ 英语 ： Fantasia X） 》 2021年：《 One Of A Kind （ 英语 ： One of a Kind (Monsta X EP)） 》 2021年：《 NO LIMIT （ 英语 ： No Limit (EP)） 》 2022年：《 SHAPE of LOVE 》 2023年：《 REASON （ 英语 ： Reason (Monsta X EP)） 》 代言/推廣單曲 2017年：《NEWTON》 2019年：《Breathe For You》 2019年：《Pepsi For The Love Of It (Korean ver.)》 2020年：《Here We Are》 2020年：《Reckless》 2021年：《KISS OR DEATH》 2022年：《If with U》 特別單曲 2017年：《Lonely Christmas》 | 日語作品 正規專輯 2018年：《 PIECE 》 2019年：《Phenomenon》 2021年：《Flavors of love》 單曲 2017年：《 HERO (Japanese ver.) 》 2017年：《BEAUTIFUL (Japanese ver.)》 2018年：《 SPOTLIGHT 》 2018年：《LIVIN' IT UP》 2019年：《Shoot Out (Japanese ver.)》 2019年：《Alligator (Japanese ver.)》 2020年：《Wish on the same sky》 2020年：《LoveKilla -Japanese ver.-》 2021年：《Wanted》 | 英語作品 專輯 2020年：《 ALL ABOUT LUV （ 英语 ： All About Luv） 》 2021年：《 THE DREAMING （ 英语 ： The Dreaming (Monsta X album)） 》 單曲 2018年：《SHOOT OUT (English ver.)》 2019年：《PLAY IT COOL (English ver.)》 2019年：《WHO DO U LOVE?》 2019年：《LOVE U》 2019年：《WHO DO U LOVE?(will.i.am REMIX)》 2019年：《SOMEONE'S SOMEONE》 2019年：《MIDDLE OF THE NIGHT》 2019年：《Magnetic》(feat. Sebastian Yatra) 2021年：《ONE DAY》 2022年：《Late Night Feels》（與 Sam Feldt  ） 2023年：《SWING》(與 Play-N-Skillz , Lil Jon ,Bun B , Symba) 影視原聲 2020年：《How We Do》（與 Snoop Dogg ） |

## 獎項

### 主要音樂節目榜單排名
| 主打歌曲排名成績                      | 主打歌曲排名成績                | 主打歌曲排名成績      | 主打歌曲排名成績  | 主打歌曲排名成績       | 主打歌曲排名成績 | 主打歌曲排名成績        | 主打歌曲排名成績     | 主打歌曲排名成績 | 主打歌曲排名成績      |
| 專輯                                  | 歌曲                            | Mnet 《M! Countdown》 | KBS2 《音乐银行》 | MBC 《Show! 音樂中心》 | SBS 《人氣歌謠》 | MBC M 《Show Champion》 | SBS MTV 《THE SHOW》 | 冠軍 次數        | 備註                  |
| 2015年                                | 2015年                          | 2015年                | 2015年            | 2015年                 | 2015年           | 2015年                  | 2015年               | 2015年           | 2015年                |
| ------------------------------------- | ------------------------------- | --------------------- | ----------------- | ---------------------- | ---------------- | ----------------------- | -------------------- | ---------------- | --------------------- |
| TRESPASS                              | 무단침입 (Trespass)             | 7                     | 8                 | 12                     | 44               | 15                      | 2                    | 0                | 出道                  |
| TRESPASS                              | 솔직히 말할까(Honestly)         | 13                    | 46                | 20                     | 17               | 19                      | /                    | 0                |                       |
| RUSH                                  | 신속히 (RUSH)                   | 6                     | 3                 | 2                      | 27               | 9                       | 3                    | 0                |                       |
| RUSH                                  | 히어로 (HERO)                   | 14                    | 18                | /                      | /                | /                       | 5                    | 0                |                       |
| STARSHIP PLANET 2015                  | 사르르 (Softly)                 | /                     | 31                |                        | /                | /                       | /                    | 0                | 以STARSHIP PLANET名义 |
| 2016年                                |                                 |                       |                   |                        |                  |                         |                      |                  |                       |
| THE CLAN PART.1 LOST                  | 걸어 (ALL IN)                   | 6                     | 10                |                        | 34               | 14                      | /                    | 0                |                       |
| THE CLAN PART.2 GUILTY                | Fighter                         | 7                     | 11                |                        | 18               | 19                      | /                    | 0                |                       |
| 2017年                                |                                 |                       |                   |                        |                  |                         |                      |                  |                       |
| The Clan Pt. 2.5: The Final Chapter   | 아름다워(Beautiful)             | 5                     | 3                 | /                      | 16               | 5                       | /                    | 0                |                       |
| THE 1ST ALBUM REPACKAGE SHINE FOREVER | SHINE FOREVER                   | 4                     | 2                 | 14                     | 29               | 15                      | /                    | 0                |                       |
| THE CODE                              | DRAMARAMA                       | 2                     | 10                | 10                     | 12               | 5                       | 1                    | 1                |                       |
| STARSHIP PLANET 2017                  | 크리스마스 데이 (Christmas Day) | 15                    | 22                | 33                     | /                | /                       | /                    | 0                | 以STARSHIP PLANET名义 |
| 2018年                                |                                 |                       |                   |                        |                  |                         |                      |                  |                       |
| THE CONNECT : DEJAVU                  | JEALOUSY                        | 4                     | 4                 | 10                     | /                | 5                       | 1                    | 1                |                       |
| Take.1 ARE YOU THERE?                 | Shoot Out                       | 1                     | 1                 | 7                      | 2                | 1                       | 1                    | 4                | 四台冠軍歌曲          |
| 2019年                                |                                 |                       |                   |                        |                  |                         |                      |                  |                       |
| Take.2 We Are Here.                   | Alligator                       | 1                     | 1                 | 4                      | 3                | 1                       | 1                    | 4                | 四台冠軍歌曲          |
| "FOLLOW"：FIND YOU                    | FOLLOW                          | 1                     | 2                 | 6                      | 3                | 1                       | 1                    | 3                | 三台冠軍歌曲          |
| 2020年                                |                                 |                       |                   |                        |                  |                         |                      |                  |                       |
| FANTASIA X                            | FANTASIA                        | 2                     | 7                 | 25                     | 4                | 2                       | 1                    | 1                |                       |
| FATAL LOVE                            | LOVE KILLA                      | 3                     | 5                 | 10                     | 6                | 1                       | 1                    | 2                |                       |
| 2021年                                |                                 |                       |                   |                        |                  |                         |                      |                  |                       |
| One Of A Kind                         | GAMBLER                         | 4                     | 8                 | 7                      | 13               | 5                       | 2                    | 0                |                       |
| NO LIMIT                              | Rush Hour                       | 1                     | 1                 | 3                      | 4                | (1)                     | (1)                  | 6                | 四台冠軍歌曲          |
| 2022年                                |                                 |                       |                   |                        |                  |                         |                      |                  |                       |
| SHAPE OF LOVE                         | LOVE                            | 2                     | 1                 | 5                      | 6                | 1                       | 未出演不排名         | 2                |                       |
| 2023年                                |                                 |                       |                   |                        |                  |                         |                      |                  |                       |
| REASON                                | Beautiful Liar                  | 3                     | 1                 |                        | 1                |                         |                      |                  |                       |

| - 「*」：打榜中 - 「(1)」：兩星期冠軍 - 「[1]」：三星期冠軍 - 「{1}」：四星期冠軍 | - 「/」表示未有相關資料 - 「 」：該段時期未有設立排行榜 - 取得《M! Countdown》、《人氣歌謠》、《Show Champion》及《THE SHOW》三週一位後，排名自動除外 |

| 各台冠軍歌曲統計                                     | 各台冠軍歌曲統計 | 各台冠軍歌曲統計 | 各台冠軍歌曲統計 | 各台冠軍歌曲統計 | 各台冠軍歌曲統計 |
| Mnet                                                 | KBS              | MBC              | SBS              | MBC M            | SBS MTV          |
| ---------------------------------------------------- | ---------------- | ---------------- | ---------------- | ---------------- | ---------------- |
| 4                                                    | 5                | 0                | 1                | 7                | 9                |
| 一位總數：26 三台冠軍歌曲總數：1 四台冠軍歌曲總數：3 |                  |                  |                  |                  |                  |

## 外部連結
| - 韓國官方網站 （页面存档备份，存于） - 日本官方網站 （页面存档备份，存于） - 韓國官方Twitter （页面存档备份，存于） - 日本官方Twitter （页面存档备份，存于） - MONSTA X （页面存档备份，存于）在Daum Cafe的頁面 - MONSTA X的新浪微博 - MONSTA X的Instagram帳戶 - MONSTA X的Facebook專頁 - MONSTA X （页面存档备份，存于）在YouTube的官方頻道 - MONSTA X （页面存档备份，存于）在YouTube的播放清單 - MONSTA X （页面存档备份，存于）的V Live頻道 - MONSTA X （页面存档备份，存于）的TikTok帳戶 | - 周憲 （页面存档备份，存于）在SOUNDCLOUD的頁面 - I.M （页面存档备份，存于）在SOUNDCLOUD的頁面 - 民赫個人的Instagram帳戶 - 基賢個人的Instagram帳戶 - I.M個人的Instagram帳戶 - SHOWNU個人的Instagram帳戶 - 亨元個人的Instagram帳戶 - 周憲個人的Instagram帳戶 - SHOWNU個人的新浪微博 - 民赫個人的新浪微博 - 亨元個人的新浪微博 - 基賢個人的新浪微博 - 周憲個人的新浪微博 - I.M個人的新浪微博 |